# Bernsteinsäureester
| Bernsteinsäureester (Beispiele)  |
| -------------------------------- |
| Dimethylester der Bernsteinsäure |
| Diethylester der Bernsteinsäure  |

Bernsteinsäureester sind die Ester der Bernsteinsäure (HOOC–CH2CH2–COOH). Die allgemeine Formel lautet R1OOC–C2H4–COOR2; hierbei können R1 und R2 für Alkyl- bzw. Arylreste stehen. Oftmals werden sie in Kurzform, wie die Salze, als Succinate bezeichnet. Ist nur eines der beiden Carboxy-H-Atome substituiert, spricht man von Hydrogensuccinaten.

## Verwendung
Bernsteinsäureester mit niederen Alkoholen (z. B. Methanol) dienen als umweltfreundliche, biologisch abbaubare Lösemittel. Weiterhin werden Bernsteinsäureester in der organischen Synthese bei der Stobbe-Kondensation eingesetzt.